# Cuyuni
De Cuyuni (Spaans: Cuyuní) is een rivier in Venezuela en Guyana. De rivier heeft zijn bron in het Hoogland van Guyana in Venezuela, meandert noordwaarts naar El Dorado, buigt naar het oosten en vormt vanaf San Martín de Turumbang de grens tussen Guyana en Venezuela over een afstand van ongeveer 100 km. De Cuyuni vloeit samen met de Mazaruni, die later bij Bartica in de Essequibo vloeit. De gehele rivier wordt door Venezuela geclaimd. De rivier is zwaar vervuild, omdat er zich aan de rivier in beide landen legale en illegale goudmijnen bevinden.

## Geschiedenis
De Cuyuni rivier werd geclaimd door de Nederlandse kolonie Essequebo. In 1681 werd op een eiland in de Cuyuni cassave geplant voor de soldaten. In 1703 werd een controlepost opgericht in de Pariacot Savannah aan de bovenloop van Cuyuni.
In 1895 vond een gewapend conflict aan de Cuyuni plaats tussen Brits-Guiana en Venezuela, waarbij Venezuela de Britse soldaten verdreef. Het Verenigd Koninkrijk deed een verzoek tot internationale bemiddeling. Het Verenigd Koninkrijk was van mening dat Brits-Guiana de wettelijk opvolger van de kolonie Essequebo is, en dat de Staten-Generaal van de Nederlanden in 1759 en 1769 de rivier formeel hadden geclaimd. In 1899 werd de huidige grens bepaald door een international tribunaal, maar de overeenkomst werd niet door Venezuela erkend. In 2015 werden militaire oefeningen door Venezuela gehouden langs de Cuyuni waarbij volgens Guyana de grens was overschreden. Guyana stuurde vervolgens militairen naar het gebied. In 2020 is de grenskwestie door het Internationaal Gerechtshof in behandeling genomen, maar Venezuela weigert het gerechtshof te erkennen.

## Overzicht
Aan de Cuyuni bevinden zich veel goudmijnen. Er wordt in beide landen ook illegaal naar goud gezocht met gouddreggers. De rivier wordt beschouwd als zwaar vervuild met kwik en cyanide, maar volgens Guyana Goldfields, die een van de grootste goudmijnen aan de rivier heeft, is het water gewoon drinkbaar.
Bij El Dorado ligt een brug over de rivier die ontworpen was door Gustave Eiffel. De brug is beroemd door het gebrek aan onderhoud. In 1986 zou de brug worden verplaatst naar het Llovizna nationaal park, maar door protesten van omwonenden werd van het plan afgezien. In 1990 was Frankrijk van plan de brug te kopen om deze in een museum te plaatsen, maar ook dat ging niet door vanwege protesten.

## Galerij

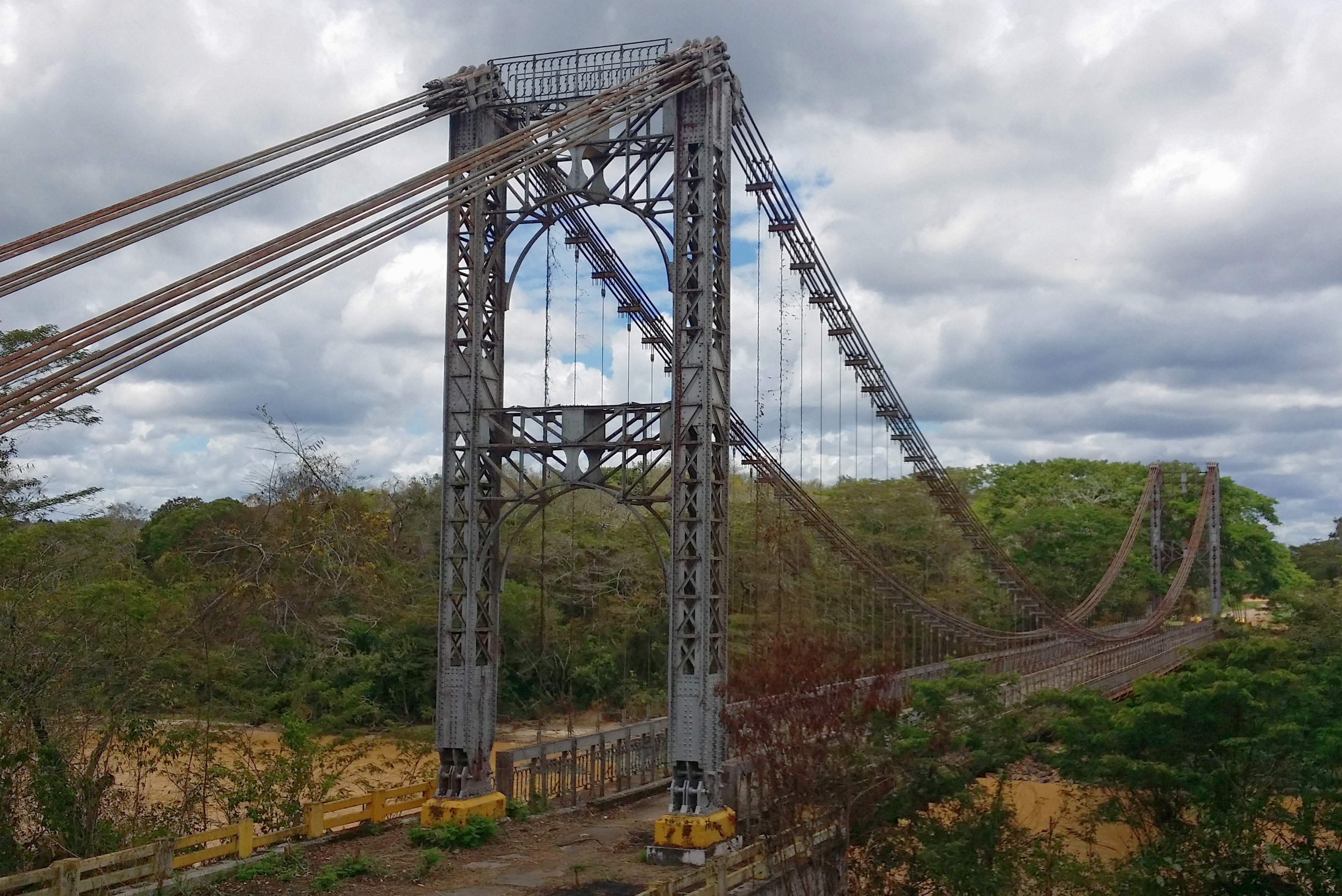
De Eiffelbrug over de Cuyuni
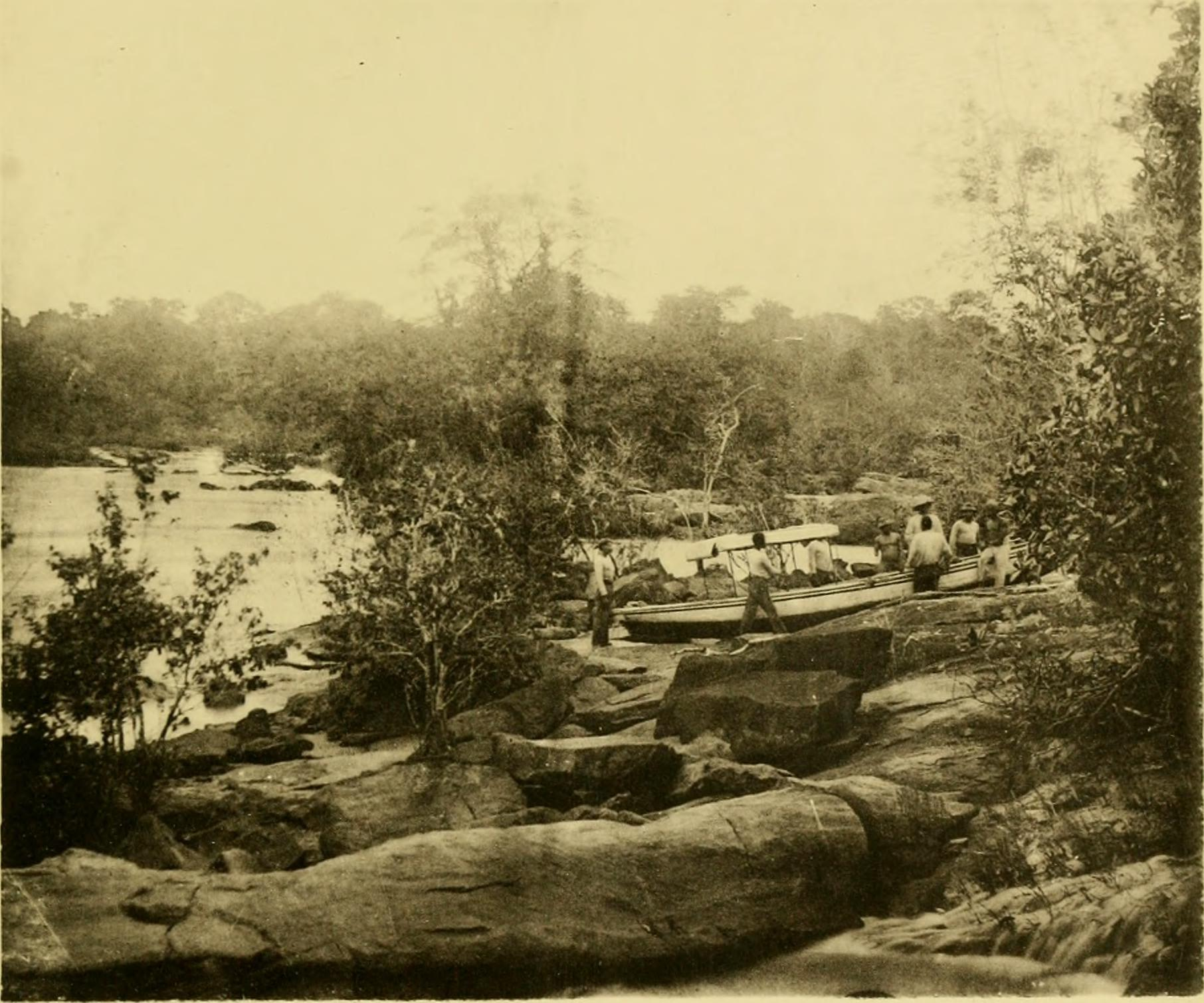
Goudzoekers aan de Cuyuni (1908)
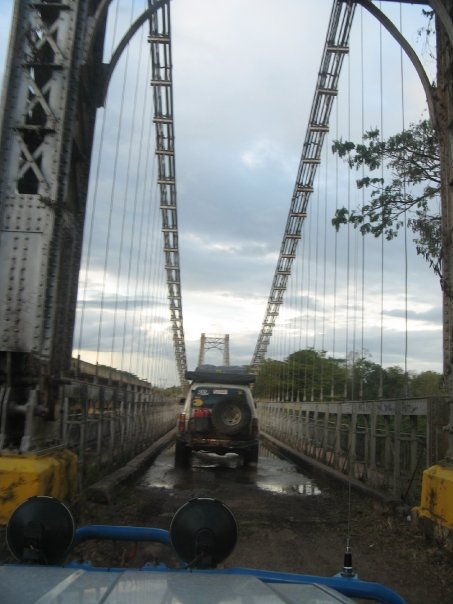
Auto's over de brug